# Лёвенсон, Элина
Элина Лёвенсон, также Элина Лёвензон (англ. Elina Löwensohn, 11 июля 1966, Бухарест) — американская актриса румынского происхождения.

## Биография
После смерти отца четырнадцатилетняя Элина с матерью переехала в США. Закончила Мичиганский университет, затем училась в театральной школе Playwrights Horizon. Дебютировала в 1991 в короткометражном фильме Хэла Хартли. В 2000-е годы чаще всего работает с французскими режиссёрами. Активно снимается в кино и на телевидении, выступала и на театральной сцене, в том числе — на Авиньонском фестивале.

## Избранная фильмография
- 1991 : Theory of Achievement (Хэл Хартли, короткометражный)
- 1992 : Простые люди  (Хэл Хартли)
- 1992: Другая девушка, другой мир (Майкл Алмерейда)
- 1993 : Список Шиндлера (Стивен Спилберг)
- 1994 : Любитель (Хэл Хартли)
- 1994 : Надя (Майкл Алмерейда, номинация на премию Независимый дух за исполнение главной роли)
- 1995 : Флирт (Хэл Хартли)
- 1996 : Баския (Джулиан Шнабель)
- 1999 : Сумрачный (Филипп Гранриё)
- 2000 : Мудрость крокодилов (По-Чи Леонг)
- 2001 : Роберто Зукко (Седрик Кан)
- 2003 : Долгая помолвка (Жан-Пьер Жёне)
- 2004 : Кухня (Алиса Винокур, короткометражный)
- 2005 : Орландо Варгас (Хуан Питталуга)
- 2005 : Темная вода (Вальтер Саллес)
- 2006 : Фэй Грим (Хэл Хартли)
- 2009 : Лурд (Джессика Хаузнер)
- 2010 : Черная Венера (Абделатиф Кешиш)
- 2011 : Я объявляю войну (Валери Донзелли)
- 2017: Дикие мальчишки (Бертран Мандико)